# Tempelhof–Schöneberg
Tempelhof–Schöneberg Berlin hetedik kerülete, körülbelül 345 000 lakossal. A jelenlegi kerületet 2001-ben hozták létre Tempelhof és Schöneberg kerületek egyesítésével.
A kerület hosszú ideig a Berlin-Tempelhof repülőtérről volt ismert, amely 2008-as bezárása óta szabadidőparkként üzemel. A kerületben levő Schöneberg rész Berlin melegek által legismertebb városrészének számít az úgynevezett „szivárvány-negyeddel”.

## Földrajz
A kerület Berlin déli részén található a belvárostól egészen a város déli közigazgatási határáig terjed. Keletről Neukölln, délről Brandenburg tartomány, északról Mitte, északkeletről Friedrichshain-Kreuzberg, nyugatról és délnyugatról pedig Charlottenburg-Wilmersdorf és Steglitz-Zehlendorf kerületek határolják.
A kerület sokszínű és a lakossága aránytalanul oszlik el; durván 30%-a a Schöneberg negyedben él. A Friedenau a kerület legkisebb negyede, ahol ugyanakkor magas a népsűrűség.

### Negyedek
| Név                | Terület (km²) | Népesség (2013) | Népsűrűség (fő/km²) | Térkép                               |
| ------------------ | ------------- | --------------- | ------------------- | ------------------------------------ |
| (0701 ) Schöneberg | 10,60         | 120.725         | 11.389              | Tempelhof-Schöneberg kerület térképe |
| (0702) Friedenau   | 1,65          | 28.145          | 17.058              | Tempelhof-Schöneberg kerület térképe |
| (0703) Tempelhof   | 12,20         | 61.889          | 5.073               | Tempelhof-Schöneberg kerület térképe |
| (0704) Mariendorf  | 9,38          | 51.540          | 5.495               | Tempelhof-Schöneberg kerület térképe |
| (0705) Marienfelde | 9,15          | 32.131          | 3.512               | Tempelhof-Schöneberg kerület térképe |
| (0706) Lichtenrade | 10,10         | 50.594          | 5.009               | Tempelhof-Schöneberg kerület térképe |
| Összesen           | 53,09         | 345 024         | 6 499               |                                      |

### Schöneberg LMBT-negyede

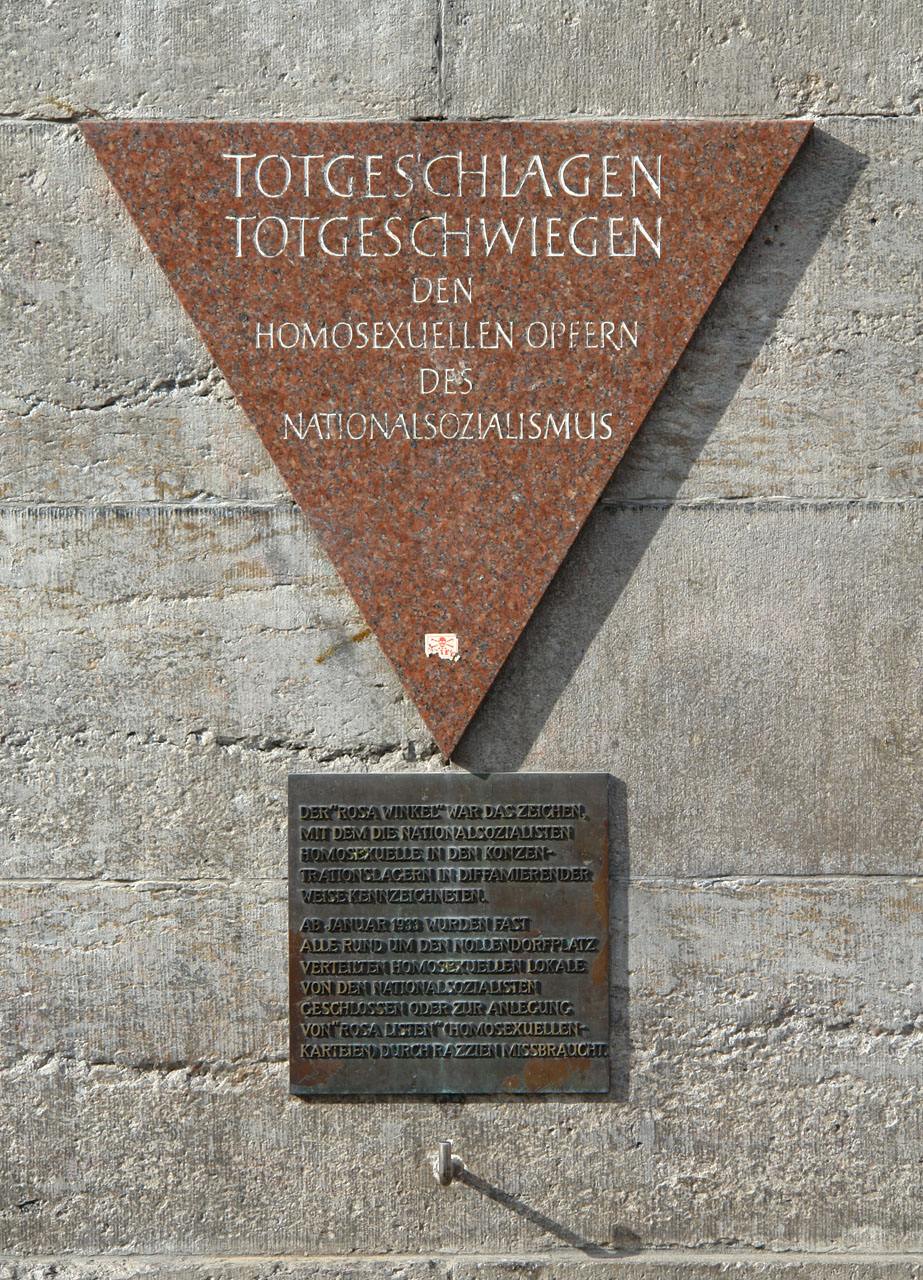
Meleg holokauszt emlékmű Nollendorfplatz-i metróállomáson

A kerületben levő Schöneberg Berlin meleg-negyede. A negyedben levő Nollendorfplatz környéke már a Weimari Köztársaság idején is számtalan meleg és leszbikus kocsmának adott otthont. Változást a nácik hatalomra kerülése hozott, ugyanis a nácik razziákat hajtottak végre és számos meleg és leszbikus embert deportáltak koncentrációs táborokba. A melegek jele a rózsaszín háromszög volt, ami a meleg holokauszt jelképe is. A Nollendorfplatz-i metróállomás falán az ő emlékükre állították a rózsaszín háromszög emlékművet.
Manapság a környéken ismét számos LMBT szórakozóhely, civil szervezet és információs központ működik illetve az egyik helyszíne a német nagyvárosokban rendezett Christopher Street Day nevű melegfesztiválnak.

## Története
A kerület története 1920-ig nyúlik vissza, amikor a Nagy-Berlin törvény értelmében Schöneberg Berlin része lett Friedenauval együtt, és ekkor hozták létre közigazgatásilag Berlin 11. kerületét. Tempelhof, Mairendorf, Marienfeld és Lichtenradfe települések egyesülésével jött létre Tempelhof néven a 13. kerület.
Ebben a kerületben működött Berlin Városi Bírósága, amely a Harmadik Birodalom idején Népi Bíróság (Volksgerichtshof) volt. Az NSZK és NDK idején a kerület Nyugat-Berlinhez tartozott és ebben az épületben működött a Szövetséges Ellenőrző Tanács. Nyugat-Berlinen belül az amerikai szektorhoz tartozott a kerület. A Schönebergi Városházában volt 1993-ig a Berlini Képviselőház és a Berlini Szenátus is.

## Népesség
A kerületben durván 345 000 fő él. A lakosság 19,1%-a külföldi, s 35%-a rendelkezik migrációs háttérrel. A munkanélküliségi ráta 8,4%-os, amivel a berlini átlagnál 0,2%-kal nagyobb.

## Gazdaság
A kerület Schöneberg negyedében a híres Kurfürsterdammon található a Kaufhas des Westens (KaDeWe) áruház, luxuscikkek értékesítésére. Európa egyik legismertebb áruháza és 60 000 négyzetméteres alapterületével Németország legnagyobb áruháza.

### Vállalatok
A kerület Marienfelde negyedében található az 1902-ben alapított Mercedes-Benz gyár 2500 munkavállalójával a kerület egyik fő munkáltatója. A kerületben az Oberlandstraßén található a Bahlsen illetve a Procter & Gamble egyik üzeme.

## Közlekedés
A kerületen halad át az A 100-as autópálya, amely a főváros délnyugati részén a belvárost elkerülő autópálya és az A 103-as autópálya.

### Közösségi közlekedés
A berlini S-Bahn vonalak közül az S1, S2, S25, S41, S42, S45 és S46-os járatok haladnak át a kerületen. Ezek közül az S41 és S42 a körvasút (Ringbahn) része, ez a vonal a berlini tömegközlekedésben az A és B tarifazóna közti határ.
A berlini metrójáratok közül az U1-es, az U2-es, az U3-as, az U4-es, az U6-os, az U7-es és az U9-es halad át a kerületen.
A Berlin Südkreuz pályaudvaron megállnak a távolsági ICE és a regionális vonatok is.

## Fordítás
- Ez a szócikk részben vagy egészben  a   Bezirk Tempelhof-Schöneberg című német Wikipédia-szócikk ezen változatának fordításán alapul.  Az eredeti cikk szerkesztőit annak laptörténete sorolja fel. Ez a jelzés csupán a megfogalmazás eredetét és a szerzői jogokat jelzi, nem szolgál a cikkben szereplő információk forrásmegjelöléseként.